# Ramon Biadiu i Cuadrench
Ramon Biadiu y Cuadrench (Suria, Bages, 1907 — Barcelona, 1984) fue un pionero del cine sonoro que ejerció de realizador, montador y director de fotografía.

## Trayectoria
En el año 1919 se trasladó a Barcelona para formarse como pastelero, oficio que ya había ejercido en Suria, su ciudad natal. En el obrador de su padre se organizaban sesiones de cine, y por esta afición se compró una cámara de 9,5 mm en 1931. Su primer reportaje, Excursió per l’Alt Berguedà, ganó en 1932 un premio en el concurso de Cine Amateur del Centro Excursionista de Cataluña. Gracias a sus films de 1934 La ruta de Don Quijote y Un riu ben aprofitat se le considera un realizador dentro del género del documental con intenciones artísticas. Ambos films se encuentran dipositados en la Filmoteca Española.
Biadiu fue uno de los primeros montadores del cine sonoro y, también, iniciador de la escuela de documentalistas de la época republicana. En 1934 empieza a trabajar en los estudios de la MGM como montador de doblaje y realizador de documentales, trabajo que ejerce también en los estudios Trilla-La Riva. Al empezar la guerra civil española, es contratado por el Comisariado de propaganda de la Generalidad de Cataluña para formar parte de la productora Laya Films. La actividad más importante de Laya Films fue la creación de un noticiario semanal, España al día, en doble versión, catalana y castellana, en que se recogían los hechos más relevantes de la vida política y cultural de la zona republicana. Durante esta época Biadiu rueda Els tapers de la costa (Industria del corcho, 1937), corto documental que se reedita en 1945 bajo el título Heraldos de la alegría. En el año 1938 parte hacia el frente de Aragón como cámara pero más tarde es encarcelado en el campo de concentración de Bourg-Madame (la Guingueta) y en el de Deusto (Bilbao).
Tras este periplo, vuelve a Barcelona para trabajar para la UFA y el NO-DO franquista, que no tarda en abandonar. En 1948 se encarga del montaje de La vida en sombras (Lorenzo Llobet Gràcia, 1948), una de las obras fundacionales del denominado cine telúrico.
Finalizada la guerra, Biadiu realizó varios cortos, entre los cuales destaca Taüll, primera cinta en color sobre el arte románico catalán elaborada el 1949 bajo los auspicios de la Unesco. Durante las décadas de 1950 y 1960 ejerció de montador de numerosas en producciones madrileñas y catalanas, así como en documentales industriales de encargo o para laboratorios como el Cinefotocolor.
En 1978 publica Pequeña historia del cine de la Generalitat (1932-1939), una obra que ha sido considerada de referencia de la historiografía cinematográfica catalana y que recoge y comenta cada una de las setenta y cuatro películas en las cuales participó Ramon Biadiu, ya fuera como montador, director o director de fotografía.

## Premios y reconocimientos
En 1982 recibió la Medalla al trabajo Presidente Macià y el premio de Cinematografía de la Generalitat, en reconocimiento de su tarea en el mundo del cine en catalán.

## Realizaciones
Entre sus realizaciones se encuentranː
- D'Excursió per l'Alt Berguedà (1932)
- El Port. Impressió matinal (1932)
- Noticiari català, núm. 1 (1932)
- Un dia per a la història  (1932)
- La ruta de Don Quijote (1934), re-montado y sonorizado posteriormente en una nueva versión bajo el título En un lugar de la Mancha (1952), una ilustración de las aventuras del Quijote.[7][2]
- Un río bien aprovechado (1934), sobre la riqueza industrial de la cuenca del Llobregat.
- Valencia (1935)
- Arrozales / Delta del Ebro (1937)
- Alfareros / Ollaires de Breda (1937)
- El vino / El vi / El Priorat (1937)
- Industria del corcho / Els tapers de la costa (1937)
- Catalunya màrtir (1938)
- Conquesta de Terol / Conquista de Teruel (1938) (codir. Manuel Berenguer)
- Transformació de la indústria al servei de la guerra (1938)
- Vall d'Aran  (1938)
- Valle de Tena (1947)
- El Padre Vitoria S.J. (1952)
- Ando de Miés (1952)
- Vittoria en fiestas (1952)
- III Congreso de Enfermedades del Torax (1952)
- Taull. La pintura romànica catalana / Taull. La pintura románica catalana (1953), promovido por la UNESCO.
- La guardia de la ciudad (1953)
- Festa de Sant Eloi (1953)
- La cuna del gran vino (1953)
- Hombres del 88 (1954)
- Jornada memorable (1954)
- Dia del Llibre (1964)

## Publicaciones
- Caparrós Lera, José María (1978). Petita història del cinema de la Generalitat (1932-1939). Mataró, Barcelona: Robrenyo. ISBN 84-7466-014-9.